# Dr. No
Dr. No (bra: 007 contra o Satânico Dr. No; prt: O Agente Secreto 007, ou 007 - Agente Secreto) é um filme americano-britânico de 1962, dos gêneros espionagem e ação, realizado por Terence Young, com roteiro de Richard Maibaum, Johanna Harwood e Berkely Mather baseado no romance Dr. No, de Ian Fleming. Esta é a primeira longa-metragem da franquia James Bond e apresenta o ator escocês Sean Connery como protagonista.
Embora tenha sido o primeiro dos livros de Bond a ser transformado em filme, Dr. No foi o sexto da série de Fleming, começando com Casino Royale. O filme faz algumas referências a tópicos de livros anteriores e também de livros posteriores da série, como a organização criminosa SPECTRE, que não foi apresentada até o romance Thunderball de 1961. Produzido com baixo orçamento, Dr. No foi um sucesso financeiro. Embora o filme tenha recebido uma reação crítica mista após o lançamento, ele ganhou reputação ao longo do tempo como um dos melhores da série. Dr. No também lançou um gênero de filmes de agentes secretos que floresceu na década de 1960.
Muitos aspectos de um típico filme de James Bond foram estabelecidos em Dr. No.. O filme começa com uma introdução ao personagem através da visão de um cano de arma e uma sequência principal altamente estilizada, ambas criadas por Maurice Binder. Ele também introduziu a icônica música tema. O desenhista de produção Ken Adam estabeleceu um elaborado estilo visual que é uma das marcas da série de filmes.
Quando lançado nos cinemas do Brasil, ainda não trazia no título o código do personagem ("007"), até então desconhecido: era apenas O Satânico Dr. No.

## Sinopse
James Bond, um espião ao serviço de Sua Majestade, é enviado à Jamaica para investigar o desaparecimento misterioso de um agente britânico. As investigações de Bond vão levá-lo ao Dr. Julius No, um estranho cientista com um plano maléfico de destruir o programa espacial dos Estados Unidos.

## Elenco
- Sean Connery — James Bond
- Ursula Andress — Honey Ryder
- Joseph Wiseman — Dr. No
- Bernard Lee — M
- Lois Maxwell — Miss Moneypenny
- Jack Lord — Felix Leiter
- Anthony Dawson — Professor Dent
- Zena Marshall — Miss Taro
- John Kitzmuller — Quarrel
- Eunice Gayson — Sylvia Trench
- Peter Burton — Major Boothroyd
- Yvonne Shima — Irmã Lily
- Michel Mok — Irmã Rose
- Marguerite Lewars — Fotógrafa
- Williams Foster-Davis — Superintendente
- Dolores Keator — Mary
- Reginald Carter — Jones
- Louis Blaazer — Pleydell-Smith
- Colonel Burton — General Potter

## Produção
Ian Fleming se encontrou com o produtor canadense de cinema Harry Saltzman sobre como fazer uma adaptação para o cinema, Fleming vendeu a ele os direitos de todos os romances de James Bond, exceto Casino Royale e Thunderball por $ 50.000. Depois que Saltzman ganhou os direitos do romance, ele inicialmente teve problemas para financiar o projeto. Albert R. Broccoli, que queria os direitos dos romances, tentou comprá-los de Saltzman, em vez disso, eles formaram uma parceria para fazer os filmes.
Vários estúdios de cinema de Hollywood não quiseram financiar os filmes, achando-os "muito britânicos" ou "descaradamente sexuais". dois receberam autorização da United Artists, sendo Dr. No um deles. A parceria entre Broccoli e Saltzman durou até 1975, quando as tensões durante as filmagens de The Man with the Golden Gun levaram a uma separação amarga e Saltzman vendeu suas ações do Danjaq para a United Artists.
Inicialmente, Broccoli e Saltzman queriam produzir o oitavo romance de Bond, Thunderball de 1961, como o primeiro filme, mas havia uma disputa legal em andamento entre o coautor do roteiro, Kevin McClory, e Ian Fleming. Como resultado, Broccoli e Saltzman escolheram o Dr. No, o momento era oportuno, com alegações de que os testes de foguetes americanos em Cabo Canaveral tiveram problemas com foguetes se extraviando.
Eles contrataram Terence Young como diretor, que não era a primeira opção, que tinha uma longa experiência com a Warwick Films de Broccoli como diretor. Broccoli e Saltzman sentiram que Young seria capaz de causar uma impressão real de James Bond e transferir a essência do personagem do livro para o filme. Young impôs muitas escolhas estilísticas para o personagem que continuaram ao longo da série de filmes. Young também decidiu injetar muito humor, pois considerou que "muitas coisas neste filme, sexo e violência, e assim por diante, se interpretadas corretamente seriam censuráveis.

### Roteiro
Broccoli havia originalmente contratado Richard Maibaum e seu amigo Wolf Mankowitz para escrever, depois de discordâncias, Mankowitz acabou tendo seu nome removido dos créditos depois de ver os primeiros rushes, pois temia que fosse um desastre. Johanna Harwood e a escritora de suspense  Berkely Mather trabalharam no roteiro de Maibaum. Terence Young descreveu Harwood como um roteirista que ajudou a colocar os elementos mais em sintonia com um personagem britânico. Harwood afirmou em uma entrevista sobre a produção do filme que ela havia sido roteirista de vários projetos de Harry Saltzman; ela disse que seus dois roteiros para Dr. No e seu roteiro para From Russia with Love seguiram de perto os romances de Fleming.
Durante as décadas de história da série, apenas alguns dos filmes permaneceram substancialmente fiéis ao seu material de origem; Dr. No tem muitas semelhanças com o romance e segue seu enredo básico, mas há algumas omissões notáveis. Os principais elementos do romance que estão faltando no filme incluem a luta de Bond com uma lula gigante e a fuga do complexo do Dr. No usando o buggy do pântano disfarçado de dragão; A introdução das interrupções do Dr. No nos lançamentos da NASA foi adicionada por causa da percepção de que os Estados Unidos estavam ficando para trás da União Soviética na Corrida Espacial. Além disso, embora a série fosse associada à Guerra Fria, Saltzman e Broccoli introduziram o SPECTRE como substituto da União Soviética para evitar comentários sobre a situação política internacional. Componentes ausentes do romance, mas adicionados ao filme incluem a introdução do personagem Bond em um cassino; a apresentação do caso de Bond, Sylvia Trench; uma cena de luta com um motorista inimigo; uma cena de luta para apresentar Quarrel; a sedução de Miss Taro; o aliado recorrente de Bond na CIA, Felix Leiter; o parceiro do Dr. No no crime, Professor Dent e o controverso assassinato a sangue frio de Bond desse personagem.

### Personagens

#### James Bond
Enquanto os produtores Broccoli e Saltzman originalmente procuraram Cary Grant para o papel, eles descartaram a ideia porque Grant estaria comprometido com apenas um longa-metragem, e os produtores decidiram ir atrás de alguém que pudesse fazer parte de uma série. Richard Johnson  afirmou ter sido a primeira escolha do diretor, mas recusou porque já tinha um contrato com a MGM e pretendia sair. Outro ator supostamente considerado para o papel foi Patrick McGoohan por sua interpretação do espião John Drake na série de televisão Danger Man: McGoohan recusou o papel. Outro Bond em potencial incluía David Niven, que mais tarde interpretou o personagem na paródia de 1967 Casino Royale.
Existem várias histórias apócrifas sobre quem Ian Fleming queria pessoalmente. Alegadamente, Fleming favoreceu o ator Richard Todd. O enteado de Fleming, Paul Morgan, afirma que Fleming preferia Edward Underdown. Em sua autobiografia When the Snow Melts, Cubby Broccoli disse que Roger Moore foi considerado, mas considerado "muito jovem, talvez um pouco bonito demais". Em sua autobiografia, My Word Is My Bond, Moore diz que nunca foi abordado para desempenhar o papel de Bond até 1972, para Live and Let Die.
Por fim, os produtores recorreram a Sean Connery, para cinco filmes. Muitas vezes é relatado que Connery ganhou o papel por meio de um concurso criado para "encontrar James Bond". Embora isso não seja verdade, o concurso em si existiu e seis finalistas foram escolhidos e testados por Broccoli, Saltzman e Fleming. O vencedor do concurso foi um modelo de 28 anos chamado Peter Anthony, que, segundo Broccoli, tinha uma qualidade de Gregory Peck, mas se mostrou incapaz de lidar com o papel. Quando Connery foi convidado para conhecer Broccoli e Saltzman, ele parecia desalinhado e com roupas não passadas, mas Connery "atuou e valeu a pena", já que agiu na reunião com uma atitude máscula e despreocupada. Quando ele saiu, tanto Saltzman quanto Broccoli o observaram pela janela enquanto ele ia para o carro, ambos concordando que ele era o homem certo para Bond. Depois que Connery foi escolhido, Terence Young levou o ator ao seu alfaiate e cabeleireiro, e o apresentou à alta vida, restaurantes, cassinos e mulheres de Londres.

#### Elenco secundário
Para a primeira Bond girl Honey Ryder, Julie Christie foi considerada, mas descartada porque os produtores sentiram que ela não era voluptuosa o suficiente. Martine Beswick também foi rejeitada por ser muito inexperiente como atriz, enquanto Gabriella Licudi foi rejeitada por ser muito jovem.  Apenas duas semanas antes do início das filmagens, Ursula Andress foi escolhida para interpretar Honey depois que os produtores viram uma foto dela tirada pelo então marido de Andress, John Derek. Kirk Douglas convenceu Andress a fazer o papel em uma festa organizada por Derek. Para parecer mais convincente como jamaicana, Andress pintou um bronzeado e, por fim, teve suas falas redobradas pela dubladora Nikki van der Zyl devido ao forte sotaque suíço-alemão de Andress. Para o antagonista de Bond, Dr. No, Ian Fleming queria seu amigo Noël Coward, e Coward respondeu ao convite com "Não! Não! Não!" Fleming considerou que seu meio-primo, Harry Saltzman escolheu Joseph Wiseman por causa de sua atuação no filme Detective Story  de 1951, e o ator tinha uma maquiagem especial aplicada para evocar a herança chinesa de No.
O elenco também incluiu vários atores que se tornariam baluartes dos filmes futuros, incluindo Bernard Lee, que interpretou o superior M de Bond em outros dez filmes, e Lois Maxwell, que interpretou a secretária de M, Moneypenny, em quatorze episódios da série. Maxwell recebeu o papel depois de começar a procurar papéis no cinema para sustentar sua família quando seu marido, Peter Marriot, sofreu um grave ataque cardíaco e esperava-se que morresse. Lee foi escolhido por ser uma "figura paterna prototípica", e Maxwell depois de Fleming pensou que ela era a combinação perfeita para sua descrição do personagem. Maxwell foi inicialmente oferecida uma escolha entre os papéis de Moneypenny ou Sylvia Trench e optou por Moneypenny porque ela achava que o papel de Trench, que incluía aparecer em roupas indecentes, era muito sexual. Um papel que não foi dado a um futuro regular foi o de Major Boothroyd, o chefe do Q-Branch, que foi dado a Peter Burton. Burton não estava disponível para o filme subsequente, From Russia with Love, e o papel foi assumido por Desmond Llewelyn.

### Filmagens

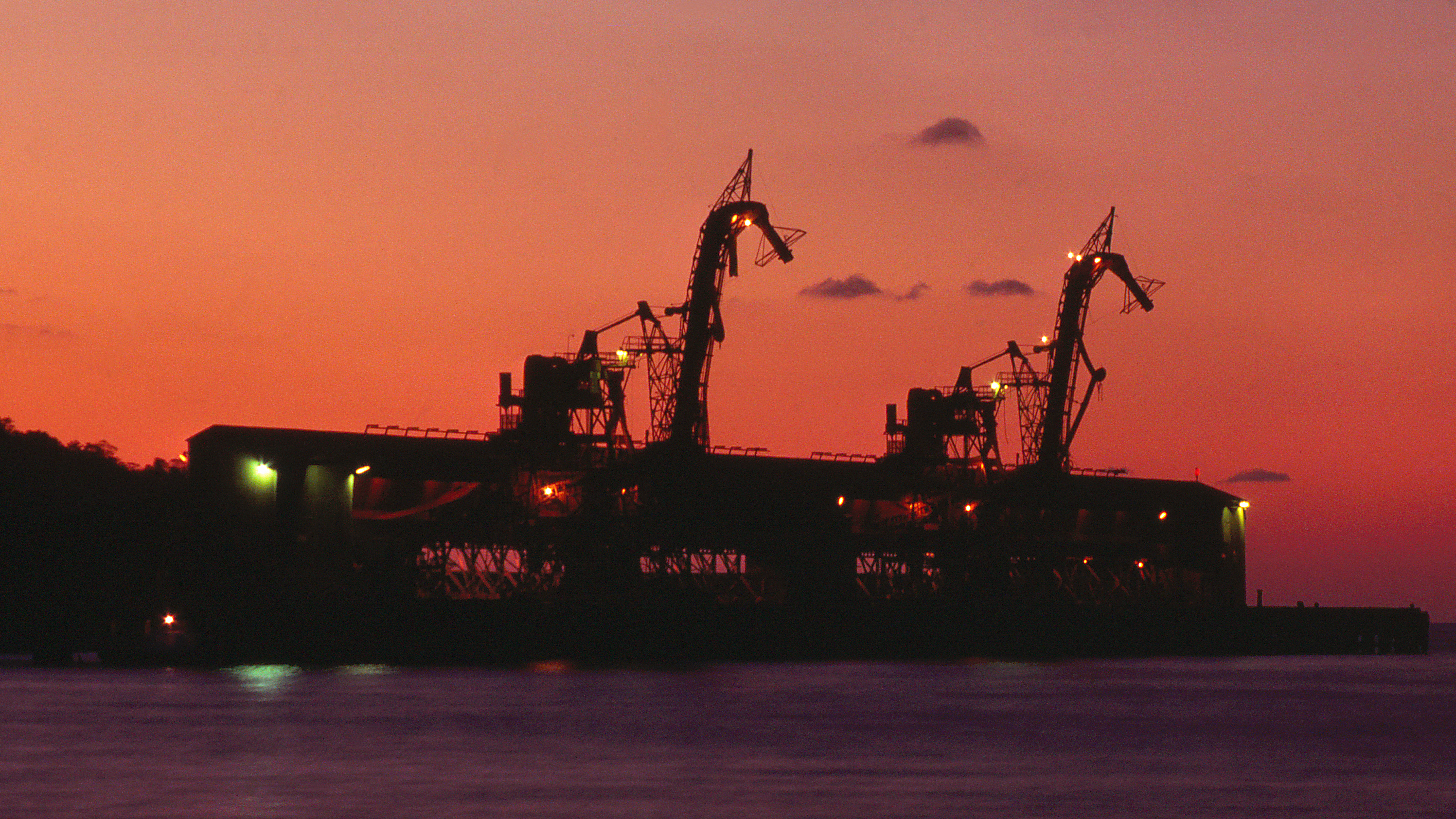
O covil do Dr. No era este terminal de bauxita perto de Oracabessa, Jamaica

Dr. No se passa em Londres, Jamaica, e Crab Key, uma ilha fictícia na costa da Jamaica. As filmagens começaram no aeroporto de Palisades em  Kingston, Jamaica, em 16 de janeiro de 1962. As cenas principais foram as tomadas externas de Crab Key e Kingston. As filmagens ocorreram a poucos metros da propriedade Goldeneye de Fleming. Em 21 de fevereiro, a produção deixou a Jamaica com imagens ainda não filmadas devido a uma mudança no clima. Cinco dias depois, as filmagens começaram no Pinewood Studios com cenários desenhados por Ken Adam, que incluíam a base do Dr. No, o duto de ventilação e o interior da sede do Serviço Secreto Britânico. O estúdio foi usado na maioria dos filmes posteriores de Bond. O orçamento inicial de Adam para todo o filme foi de apenas £ 14.500 (£ 329.095 em 2021), mas os produtores foram convencidos a dar a ele £ 6.000 extras de suas próprias finanças.  
A cena em que uma tarântula caminha sobre Bond foi filmada inicialmente prendendo uma cama na parede e colocando Sean Connery sobre ela, com um vidro protetor entre ele e a aranha. O diretor Young não gostou dos resultados finais, então as cenas foram entrelaçadas com novas imagens apresentando a tarântula sobre o dublê Bob Simmons. Simmons, que não foi creditado pelo filme, descreveu a cena como a façanha mais assustadora que já havia realizado. Simmons também atuou como coreógrafo de luta do filme, empregando um estilo de luta rude, que em No também incluiu Bond atirando em Dent a sangue frio, fez com que os produtores fizessem adaptações para obter uma classificação "A" - permitindo que menores entrassem acompanhados por um adulto - do British Board of Film Classification. 

## Trilha sonora
Monty Norman foi convidado para escrever a trilha sonora do filme porque Broccoli gostou de seu trabalho na produção teatral de 1961 Belle, um musical sobre o assassino Hawley Harvey Crippen. Norman estava ocupado com musicais e só concordou em fazer a música para Dr. No  depois que Saltzman permitiu que ele viajasse com a equipe para a Jamaica. A composição mais famosa da trilha sonora é "James Bond Theme", que é ouvida na sequência do cano da arma e em um calypso medley sobre os créditos do título, e foi escrita por Norman com base em uma composição anterior dele. John Barry, que mais tarde iria compor a música para onze filmes de Bond, arranjou o tema de Bond, mas não foi creditado - exceto pelo crédito de sua orquestra tocando a peça final. Ocasionalmente, foi sugerido que Barry, não Norman, compôs o "James Bond Theme". Esse argumento foi objeto de dois processos judiciais, o mais recente em 2001, que foi favorável a Norman. O tema, escrito por Norman e arranjado por Barry, foi descrito por outro compositor de filmes de Bond, David Arnold, como "bebop-swing vibe juntamente com aquela guitarra elétrica viciosa, escura e distorcida, definitivamente um instrumento de rock 'n' roll... representava tudo sobre o personagem que você gostaria: era arrogante, arrogante, confiante, sombrio, perigoso, sugestivo, sexy, imparável. E ele fez isso em dois minutos."

## Lançamento
O filme foi lançado nos Estados Unidos em maio de 1963, e, no Brasil, em 7 de setembro daquele ano.

## Legado
De orçamento modesto, teve um êxito inesperado nas bilheterias, tornando conhecidos mundialmente o personagem e o gênero, além dos atores Sean Connery, ainda jovem, e Ursula Andress — sua cena vestindo biquíni branco e saindo do mar se tornaria icônica por gerações. Outro marco do filme é a apresentação "Eu sou Bond... James Bond", que se repetiria em todos os filmes da franquia.

## Prêmios e indicações
| Prêmio             | Categoria          | Recipiente     | Resultado |
| ------------------ | ------------------ | -------------- | --------- |
| Globo de Ouro 1964 | Revelação feminina | Ursula Andress | Venceu    |